# Hôtel Empain
L'hôtel Empain est un hôtel de maître de style néo-classique bâti en 1780 par l'architecte français Barnabé Guimard face au parc de Bruxelles, en Belgique.
Il ne doit pas être confondu avec la villa Empain, villa de style Art déco, construite par l'architecte suisse Michel Polak, avenue Franklin Roosevelt à Bruxelles.

## Localisation
L'édifice se dresse au n° 1 de la rue Zinner, à l'angle que forme cette rue avec la rue Ducale, face au parc de Bruxelles et à quelques centaines de mètres de la résidence du Premier ministre de Belgique et du palais des Académies.

## Historique

### Édification
Cet hôtel de maître fait partie du vaste ensemble de bâtiments de style néo-classique construits aux abords du parc de Bruxelles à partir de 1776 sur les plans de  Guimard.
L'hôtel de maître est édifié en 1780 par Guimard sur un terrain acquis la même année par l'architecte-entrepreneur Louis Montoyer.

### Propriétaires successifs
Propriété en 1783 du baron de Tiège, l'hôtel passe ensuite, durant le XIXe siècle, aux mains des familles de Mercy-d'Argenteau, d'Eggen, Van Volxem-Marischal et de Croy.
En 1907, il devient la propriété de la famille Empain, ce qui explique qu'il ait été connu pendant de longues années sous le nom d'hôtel Empain.
Depuis 1988, l'hôtel est le siège du club flamand De Warande, qui obtient en 1987 du gouvernement flamand un prêt sans intérêt d'une valeur de 30 millions de francs (750000 euros) pour la rénovation de l'hôtel.
« De warande », signifiant « la garenne », est l'appellation en néerlandais du parc de Bruxelles, réserve à gibier (garande) des ducs de Brabant au Moyen Âge.

### Transformations successives
L'immeuble subit de nombreuses transformations au fil du temps :
- 1783 : un avant-corps bas est édifié en avant de la façade de la rue Zinner[1] ;
- 1852 : l'entrée du bâtiment est transférée dans cet avant-corps[1],[2] ;
- modifications diverses en 1864, 1898, 1902 et 1904 ;
- 1907 : modifications des façades arrières, de l'encadrement du portail de l'avant-corps et de l'intérieur[1],[2]; les barons Empain enrichissent l'intérieur d'un décor de marbre, d'ébénisterie, de peintures murales, de vitraux et de miroirs[2] ;
- 1986-1988 : restauration en vue de la création du cercle De Warande[2].

## Architecture

### Structure et maçonneries
L'hôtel présente des façades enduites et peintes en blanc, comme la plupart des édifices néo-classiques du quartier.
L'édifice, de plan rectangulaire, présente des façades de trois niveaux avec un puissant cordon de pierre séparant le premier étage du rez-de-chaussée et un dernier niveau moins élevé que les deux autres.

### Façade de la rue Zinner
La façade de la rue Zinner, rendue austère et peu harmonieuse par un grand nombre de baies aveugles, présente pour tout ornement des pilastres latéraux à bossages plats à refends. Ses fenêtres présentent un simple encadrement rectangulaire en légère saillie sans clé ni décoration.
Cette façade est précédée d'un avant-corps bas nettement plus orné. Sa façade principale, à bossages plats à refends, présente une composition à l'asymétrie marquée. Cinq de ses six travées sont percées d'une fenêtre à encadrement de pierre bleue tandis que la deuxième travée est percée d'un beau portail néo-classique dont les piédroits à refends se terminent par des consoles à triglyphe et à gouttes portant un fronton circulaire. La façade latérale de l'avant-corps, dont l'unique travée est ornée d'un grand cartouche, est cantonnée de pilastres à bossages plats à refends portant un fort entablement et un petit fronton circulaire.

### Façade de la rue Ducale
La façade de la rue Ducale, nettement plus ornée que celle de la rue Zinner, présente une composition symétrique de cinq travées très semblable à celle de la résidence du Premier ministre de Belgique (le « Lambermont ») située plus loin dans la rue Ducale, à l'angle de la rue Lambermont. 
La fenêtre de la travée centrale du rez-de-chaussée est entourée d'un encadrement mouluré terminé par un arc cintré à clé d'arc orné d'une pointe-de-diamant. Elle est surmontée d'un balcon soutenu par deux consoles ornées chacune d'un motif en pointe-de-diamant, d'un triglyphe et de gouttes. À l'étage, la porte-fenêtre qui ouvre sur ce balcon est également cintrée mais plus étroite : de sa clé d'arc s'écoulent des guirlandes de laurier qui épousent le tracé de l'encadrement mouluré.
Les autres fenêtres de cette façade sont de simples fenêtres rectangulaires à encadrement mouluré sans clés d'arc, ce qui en fait une façade plus simple que celle de la Résidence du Premier ministre de Belgique qui présente une grande variété de clés (clés géométriques, clés à feuilles d'acanthe et clés à rosace).
La façade se termine par une puissante corniche surmontée d'une lucarne à ailerons percée d'une fenêtre rectangulaire surmontée d'une clé et d'une corniche.

## Accessibilité
| ___ | Ce site est desservi par les stations de métro : Arts-Loi et Parc. |